# هوگو سیمون
هوگو سیمون (انگلیسی: Hugo Simon؛ زادهٔ ۳ august ۱۹۴۲ (۸۲ سال)) ورزشکار اهل اتریش است.
وی در مسابقات کشوری و بین‌المللی در مجموع برندهٔ ۱ مدال نقره شده‌است.